# Nguyễn Văn Tàu
Nguyễn Văn Tàu (sinh ngày 30 tháng 10 năm 1928), biệt danh Tư Cang, là một Đại tá tình báo Quân đội nhân dân Việt Nam, nguyên cụm trưởng cụm tình báo quân sự H63 hoạt động trong Chiến tranh Việt Nam mà Phạm Xuân Ẩn là điệp viên chính.

## Tiểu sử và sự nghiệp
Nguyễn Văn Tàu sinh ngày 30 tháng 10 năm 1928 tại Vũng Tàu.
Ông tham gia cách mạng từ năm 1945, trong phong trào Thanh niên tiền phong.
Trong giai đoạn 1947–1954, ông là chiến sĩ quân báo của Việt Minh ở tỉnh Bà Rịa – Vũng Tàu. Ông chuyên lừa lính Pháp để lấy tiền và tin tình báo
Năm 1954, ông tập kết ra Bắc, đổi tên là Trần Văn Quang và làm trung đội trưởng trinh sát kiêm chính trị viên đại đội đặc công, Sư đoàn 338.
Năm 1961, ông quay lại hoạt động tại chiến trường miền Nam. Đầu năm 1961, cụm tình báo quân sự A18 (tiền thân của cụm H.63) ra đời, đóng tại căn cứ Bời Lời (Tây Ninh). Tất cả để phục vụ điệp viên nổi tiếng Hai Trung. Đằng sau những tin tức, tài liệu chuyển về của Hai Trung, là cả hệ thống phục vụ, cả trong nội đô và ngoài căn cứ. Thời kỳ đầu, H.63 là bộ phận địch tình của thành ủy Sài Gòn. Khi Hai Trung (X6, Phạm Xuân Ẩn) từ Mỹ trở về, hoạt động giữa Sài Gòn với tư cách phóng viên báo nước ngoài, ông Mười Nho (Xuân Mạnh, Nguyễn Nho Quý – cán bộ Cục Tình báo) là người trực tiếp chỉ đạo. 
Năm 1962, ông Mười Nho bị bệnh, không thể chỉ huy H.63. Cả mạng lưới với một điệp viên đã nằm sâu trong lòng địch như Hai Trung, cần một chỉ huy giỏi và mưu trí. Tư Cang là người được ông Ba Trần, Thủ trưởng Phòng tình báo miền lúc bấy giờ lựa chọn. Tháng 5 năm 1962, Tư Cang chính thức được giao nhiệm vụ chỉ huy cụm H.63. Sau chiến tranh, "bộ máy" H.63 đã 2 lần trở thành anh hùng (với những điệp viên tiêu biểu: Tư Cang, Hai Trung, Tám Thảo, Mười Nho, Nguyễn Thị Ba...).
Tháng 11 năm 1973 với quân hàm trung tá, ông và Nguyễn Văn Khiêm - lúc bấy giờ là thượng tá, là hai thành viên của Phòng Tình báo miền (J22) có mặt trong nhóm 20 sĩ quan cấp tá được chọn tập kết ra Bắc học tập, chuẩn bị cho các chiến dịch lớn. Sau ông là Chính ủy Lữ đoàn 316 đặc công biệt động, đơn vị tấn công cầu Rạch Chiếc trong Chiến dịch Hồ Chí Minh năm 1975. 
Vào những ngày cuối tháng 4 năm 1975 , ông được nhận nhiệm vụ chỉ điểm những vị trí đóng quân của quân lực Việt Nam Cộng Hòa ở trong thành phố Sài Gòn cho quân đoàn 3 , phòng trường hợp chính quyền Dương Văn Minh không đầu hàng quân giải phóng thì sẽ pháo kích , đánh chiếm từng đường phố trong thành phố.
Năm 2005, ông được phong danh hiệu Anh hùng lực lượng vũ trang nhân dân, là một trong những cụm trưởng cụm tình báo tiêu biểu và đặc biệt xuất sắc.

## Câu nói của ông
| “                             | 'Muốn vô đơn vị này á (ý chỉ H.63) tình hình phải để trong ngực bốn chữ "Coi như chết rồi". | ” |
| — Trích từ một cuộc phỏng vấn |                                                                                             |   |